# Альменевский сельсовет
Альме́невский сельсовет — упразднённые административно-территориальная единица и сельское поселение в Альменевском районе Курганской области.
Административный центр — село Альменево.
Законом Курганской области от 29.06.2021 № 72 к 9 июля 2021 года сельсовет упразднён в связи с преобразованием муниципального района в муниципальный округ.

## География
Площадь сельсовета 37,56 км², в том числе площадь населенных пунктов 34,60 км², земли лесного фонда 2,52 км².

## История
Образован в 1919 году в Ичкинской волости Челябинского уезда.
20 марта 1919 года Альменевский сельсовет вошел во вновь образованный Яланский кантон Автономной Башкирской Советской Республики.
14 июня 1922 года Яланский кантон упразднён, территория возвращена в состав Челябинского уезда Челябинской губернии.
Постановлениями ВЦИК от 3 и 12 ноября 1923 года в составе Челябинского округа Уральской области РСФСР образован Катайский район (центр района д. Танрыкулово).
Постановлением ВЦИК от 30 ноября 1926 года центр района перенесён из с. Танрыкулово в с. Альменево.
Постановлением ВЦИК от 20 апреля 1930 года, Катайский район объединён с Яланским районом в один Ялано-Катайский район (центр района с. Сафакулево).
Постановлением ВЦИК от 17 января 1934 года Уральская область упразднена, Ялано-Катайский район вошёл во вновь образованную Челябинскую область.
Указами Президиума Верховного Совета РСФСР от 12 ноября и 17 декабря 1940 года Ялано-Катайский район разделён на Альменевский и Сафакулевский районы.
Указом Президиума Верховного Совета СССР от 6 февраля 1943 года образована Курганская область. Альменевский район вошёл в её состав.
Указом Президиума Верховного Совета РСФСР от 1 февраля 1963 года образован укрупнённый Целинный сельский район, в который передан Альменевский сельсовет.
Решением Курганского облисполкома № 206 от 3 июня 1963 года п. Альменевского скототкормсовхоза перечислен из Тузовского сельсовета в состав Альменевского сельсовета.
Решением Курганского облисполкома № 434 от 9 декабря 1963 года п. ф. № 5 откормсовхоза переименован в д. Ковыльное, п. ф. № 4 Катайского совхоза переименован в д. Солнечная.
Указом Президиума Верховного Совета РСФСР от 3 марта 1964 года Альменевский сельсовет передан в Шумихинский сельский район.
Указом Президиума Верховного Совета РСФСР от 12 января 1965 года Шумихинский сельский район разукрупнён. Альменевский сельсовет вошёл в состав вновь образованного Альменевский района,
Решением Курганского облисполкома № 197 от 12 мая 1965 года д. Солнечная перечислена из Альменевского сельсовета в состав Ягоднинского сельсовета.
Решением Курганского облисполкома № 389 от 27 сентября 1965 года д. Павино исключена из Альменевского сельсовета как сселившаяся.

## Население
| 1926  | 1989  | 2002  | 2004  | 2010  | 2012  | 2013  |
| ----- | ----- | ----- | ----- | ----- | ----- | ----- |
| 2192  | ↗5013 | ↘4559 | ↗5078 | ↘4310 | ↘4240 | ↘4159 |
| 2014  | 2015  | 2016  | 2017  | 2018  | 2019  | 2020  |
| ↘3998 | ↘3928 | ↘3876 | ↘3828 | ↘3741 | ↘3725 | ↗3755 |

Экономически-активное население — 3160 чел. из них 509 чел. на севере, 630 детей, 467 чел. без регистрации проживают.
Количество дворов в сельской местности 1733 (на 01.01.2010)
По данным переписи 1926 года в Альменевском сельсовете проживало 2192 чел., в том числе:
- в д. Альменево (Могильная) 1853 чел., в том числе татар 1739 чел., русских 97 чел.
- в пос. Павино (образован в 1925 г.) 199 чел., в том числе русских 199 чел.
- в пос. Травянка (образован в 1925 г.) 140 чел., в том числе русских 140 чел.
- пос. Некрасово (Свитленко) образован в 1927 г.

## Состав сельского поселения
| № | Населённый пункт | Тип населённого пункта       | Население |
| - | ---------------- | ---------------------------- | --------- |
| 1 | Альменево        | село, административный центр | ↘3664     |

## Местное самоуправление
Альменевский сельская Дума представлена 10 депутатами.
Глава Альменевского сельсовета — Аминев Азат Мухаметович
Администрация располагается по адресу: 641134, Курганская область, Альменевский район, с. Альменево, ул. Ленина, 96.